# Kristin Rudrüd
Kristin Rudrüd, née le 23 mai 1955 à Fargo, dans le Dakota du Nord (États-Unis), est une actrice américaine de cinéma, de théâtre et de télévision.

## Biographie
Kristin Rudrüd nait et fait ses études primaires à Fargo, dans le Dakota du Nord. Elle suit les cours au lycée de Fargo et, après avoir obtenu son diplôme, fréquente l'Université d'État du Minnesota-Moorhead. Elle étudie le théâtre à Londres, retourne brièvement à Fargo, puis s'établit à New York où elle rencontre le succès au théâtre ; elle décroche un rôle dans Amadeus et fait, avec Al Pacino, une lecture publique d'Othello,.
Après son retour à Fargo, elle commence sa carrière d'actrice de cinéma. En 1996, Kristin Rudrüd joue le rôle de Jean Lundegaard, l'épouse de Jerry Lundegaard (joué par William H. Macy), dans la comédie noire Fargo de Joel et Ethan Coen. Elle a un petit rôle dans la comédie Pleasantville de 1999, avec également Macy, dans le court métrage Wheels Locked, qui a reçu un « Best of the Fest » au Festival international du film de Rochester à Rochester (État de New York), est actrice dans Belles à mourir (Drop Dead Gorgeous) et dans le court métrage A Psychic Mom.
Elle apparait dans des rôles télévisés dans Chicago Hope : La Vie à tout prix et La Force du destin (All My Children). Dans l'épisode de Fargo de 2023 « Linda », le septième épisode de sa cinquième saison, se déroulant dans le même monde imaginaire que le film de 1996, Kristin Rudrüd apparaît à nouveau (photographiquement) sous le nom de Jean Lundegaard, une photo de la femme au foyer condamnée apparaissant dans le paysage de rêve de Dot Lyon de l'au-delà « Camp Utopia ».

## Vie personnelle
Kristin Rudrüd est mariée et a une fille et vit toujours à Fargo.

## Filmographie

### Au cinéma
- 1993 : A Psychic Mom : Judy Banning
- 1996 : Fargo : Jean Lundegaard
- 1998 : Pleasantville : Mary
- 1998 : Frog and Wombat : Mrs. Reverend Walker
- 1999 : Belles à mourir (Drop Dead Gorgeous) : Connie, la dame des produits à base de porc
- 2001 : Wheels Locked : Marion (court métrage)
- 2001 : Herman U.S.A. : Gloria Swanson
- 2018 : Rosewood Ledge : Ms Withers (court métrage)
- 2021 : Empty Nesters : Lorraine (court métrage)

### À la télévision
- 1997 : Chicago Hope, la vie à tout prix : Amelia Robling (série télévisée, saison 3, épisode 18 : « Growing Pains »)
- 2023 : Fargo : Jean Lundegaard (en photographie) (saison 5, épisode 7 : « Linda »)

## Récompenses et distinctions
- 1996 : prix du Meilleur ensemble de casting aux Circuit Community Awards (ACCA) pour Fargo (partagé avec : William H. Macy, Frances McDormand, Steve Buscemi, Peter Stormare et Harve Presnell)[5]